# Мю-варіант SARS-CoV-2
Мю-варіант, відомий також як лінія поколінь B.1.621 або VUI-21JUL-1 — один із варіантів вірусу SARS-CoV-2, що спричиняє коронавірусну хворобу 2019. Вперше виявлений у Колумбії в січні 2021 року, 30 серпня 2021 року визначений ВООЗ як варіант, що становить інтерес. ВООЗ заявила, що у варіанті є мутації, які вказують на ризик резистентності до нинішніх вакцин, і наголосила, що для кращого розуміння цього необхідні подальші дослідження. Спалахи мю-варіанту були зареєстровані в Південній Америці та Європі. Лінія поколінь В.1.621 має підлінію, позначену B.1.621.1 згідно з номенклатурою PANGO, яка вже була виявлена у більш ніж 20 країнах світу.
Відповідно до спрощеної схеми найменування, запропонованої Всесвітньою організацією охорони здоров'я, В.1.621 був позначений як «Мю-варіант» і вважався варіантом, що становить інтерес (VOI), але поки що не є варіантом, що викликає занепокоєння.

## Класифікація

### Найменування
У січні 2021 року лінія поколінь була вперше задокументована в Колумбії і отримала назву лінія поколінь B.1.621.
1 липня 2021 року Агенція охорони громадського здоров'я Англії (PHE) дала лінії поколінь B.1.621 назву VUI-21JUL-1.
30 серпня 2021 року Всесвітня організація охорони здоров'я (ВООЗ) дала лінії поколінь B.1.621 назву Мю-варіант.

### Мутації
Геном Мю має загальну кількість 21 мутацію, включаючи 9 мутацій амінокислот, усі з яких знаходяться в коді спайкового білка вірусу: T95I, Y144S, Y145N, R346K, E484K або вислизаючі мутації, N501Y, D614G, P681H і D109N. Мутації у вірусів не є новим явищем. Усі віруси, включаючи SARS-CoV-2, з часом зазнають змін. Більшість із цих змін є несуттєвими, але деякі можуть змінити властивості, роблячи ці віруси більш вірулентними або такими, що не піддаються лікуванню чи на них не діють вакцини. 31 серпня 2021 року ВООЗ опублікувала повідомлення, в якому зазначалося, що «Мю-варіант має плеяду мутацій, які вказують на потенційні властивості імунної відмови», відзначаючи, що попередні дослідження показали деякі ознаки цього, але «це потрібно підтвердити це подальшими дослідженнями».
Одне з таких досліджень, проведене в лабораторії в Римі, перевірило ефективність сироватки, зібраної у реципієнтів вакцини BioNTech-Pfizer проти Мю-варіанту, і виявило, що «нейтралізація лінії поколінь B.1.621 вірусу SARS-CoV-2 була надійною», хоча мала нижчий рівень, ніж той, що спостерігався щодо варіанта В.1.

Амінокислотні мутації Мю-варіанту SARS-CoV-2 нанесені на карту геному SARS-CoV-2 з фокусом на спайковому білку.

| Ген   | Амінокислоти |
| ----- | ------------ |
| ORF1a | T1055A       |
| ORF1a | T1538I       |
| ORF1a | T3255I       |
| ORF1a | Q3729R       |
| ORF1b | P314L        |
| ORF1b | P1342S       |
| S     | T95I         |
| S     | Y144S        |
| S     | Y145N        |
| S     | R346K        |
| S     | E484K        |
| S     | N501Y        |
| S     | D614G        |
| S     | P681H        |
| S     | D950N        |
| ORF3a | Q57H         |
| ORF3a | del257/257   |
| ORF8  | T11K         |
| ORF8  | P38S         |
| ORF8  | S67F         |
| N     | T205I        |

## Історія

### Серпень 2021
6 серпня:
- Рейтер повідомив, що сім вакцинованих літніх мешканців будинку престарілих у місті Завентем у Бельгії померли після інфікування Мю-варіантом.[14]

30 серпня:
- Японія підтвердила свої перші два випадки Мю-варіанту. Варіант був виявлений у жінки 40 років, яка прибула 26 червня з Об'єднаних Арабських Еміратів. Ще одна жінка 50 років, яка прибула до Японії 5 липня з Великої Британії, також була інфікована Мю-варіантом. Обидві пацієнтки переносили хворобу безсимптомно.[15]

### Вересень 2021
2 вересня:
- Центральний епідемічний командний центр (CECC) повідомив про перший у Тайвані випадок Мю-варіанту. Пацієнтка — це тайванська жінка 60 років, яка повернулася зі США і вже отримала 2 дози вакцини Pfizer. Першу дозу вакцини Pfizer вона отримала у США 5 липня, а другу — 26 липня. Повернувшись на Тайвань 3 серпня, вона не повідомила про жодні симптоми, але тест на COVID-19, проведений в аеропорту, був позитивний.[16]
- Гватемала повідомила про свої перші два випадки Мю-варіанту у двох пацієнток, віком 19 та 25 років. Обидва пацієнти нікуди не подорожували та не були вакцинованими. Пацієнти проживають у центральному районі Гватемали, де розташована столиця Гватемала.[17]

3 вересня:
- Греція підтвердила перші шість випадків виявлення в країні Мю-варіанту. Чотири з них — пацієнти, що прибули із закондону.[18]
- Гонконг підтвердив перші три випадки Мю-варіанту. Двоє пацієнтів — 19-річний чоловік і 22-річна жінка прилетіли з Колумбії, де на початку червня було підтверджено наявність Мю-варіанту, а інша, 26-річна жінка, прибула з США. Її інфікування було підтверджене 24 липня. У Гонконзі також повідомлялося про чотири нові випадки COVID-19 у пацієнтів, що прибули із закордону, усі з яких стосувалися хатніх робіників, які прибули з Філіппін.[19]
- Південна Корея підтвердила перші в країні випадки Мю-варіанту. Корейське агентство з контролю та профілактики захворювань (KDCA) заявило, що варіант був підтверджений у трьох пацієнтів, що прибули у країну з Мексики, США та Колумбії.[20]

4 вересня:
- За даними Центру нагляду за охороною здоров'я[en] (HPSC), в Ірландії було виявлено чотири випадки нового Мю-варіанту COVID-19, вперше виявленого в Колумбії. Два з чотирьох випадків пов'язані з підлінією Мю-варіанту.[21]

7 вересня:
- Американські Віргінські Острови підтвердили виявлення у країні нового Мю-варіанту.[22][23]

8 вересня:
- Сент-Вінсент і Гренадини підтвердили наявність Мю-варіанту в країні, повідомивши про п'ять випадків, які були виявлені між 9 липня та 19 серпня 2021 року.[24]

## Статистика
| Країна                          | Підтверджені випадки | Підтверджені випадки | Підтверджені випадки | Підтверджені випадки |
| Країна                          | GISAID               | outbreak.info        | інші джерела         |                      |
| ------------------------------- | -------------------- | -------------------- | -------------------- | -------------------- |
| Сполучені Штати Америки         | 2,400                | 2,314                |                      |                      |
| Колумбія                        | 965                  | 963                  |                      |                      |
| Іспанія                         | 512                  | 512                  |                      |                      |
| Мексика                         | 367                  | 365                  |                      |                      |
| Еквадор                         | 170                  | 170                  |                      |                      |
| Канада                          | 114                  | 114                  |                      |                      |
| Чилі                            | 100                  | 100                  |                      |                      |
| Аруба                           | 84                   | 84                   |                      |                      |
| Італія                          | 82                   | 82                   |                      |                      |
| Нідерланди                      | 75                   | 75                   | 44                   |                      |
| Велика Британія                 | 62                   | 56                   | 53                   |                      |
| Коста-Рика                      | 61                   | 61                   |                      |                      |
| Пуерто-Рико                     | –                    | 51                   |                      |                      |
| Австрія                         | 49                   | 49                   |                      |                      |
| Швейцарія                       | 48                   | 48                   |                      |                      |
| Домініканська Республіка        | 46                   | 46                   |                      |                      |
| Бельгія                         | 38                   | 38                   |                      |                      |
| Португалія                      | 24                   | 24                   |                      |                      |
| Британські Віргінські Острови   | 21                   | 21                   |                      |                      |
| Франція                         | 21                   | 16                   |                      |                      |
| Кюрасао                         | 20                   | 20                   |                      |                      |
| Німеччина                       | 14                   | 14                   |                      |                      |
| Перу                            | 14                   | 14                   |                      |                      |
| Бразилія                        | 11                   | 11                   |                      |                      |
| Карибські Нідерланди            | 8                    | 8                    |                      |                      |
| Данія                           | 7                    | 7                    |                      |                      |
| Польща                          | 6                    | 6                    |                      |                      |
| Венесуела                       | 5                    | 5                    |                      |                      |
| Ірландія                        | 4                    | 4                    | 4                    |                      |
| Швеція                          | 4                    | 4                    |                      |                      |
| Фінляндія                       | 3                    | 3                    |                      |                      |
| Сінт-Мартен                     | 3                    | 3                    |                      |                      |
| Словаччина                      | 3                    | 3                    |                      |                      |
| Кайманові острови               | 2                    | 2                    |                      |                      |
| Гонконг                         | 2                    | 2                    | 3                    |                      |
| Японія                          | 2                    | 2                    | 2                    |                      |
| Люксембург                      | 2                    | 2                    |                      |                      |
| Туреччина                       | 2                    | 2                    |                      |                      |
| Барбадос                        | 1                    | 1                    |                      |                      |
| Гібралтар                       | 1                    | 1                    |                      |                      |
| Ізраїль                         | 1                    | 1                    |                      |                      |
| Ліхтенштейн                     | 1                    | 1                    |                      |                      |
| Мальта                          | 1                    | 1                    |                      |                      |
| Румунія                         | 1                    | 1                    |                      |                      |
| Південна Корея                  | 1                    | 1                    | 3                    |                      |
| Теркс і Кайкос                  | 1                    | 1                    |                      |                      |
| Греція                          | –                    | –                    | 6                    |                      |
| Сент-Вінсент і Гренадини        | –                    | –                    | 5                    |                      |
| Гватемала                       | –                    | –                    | 2                    |                      |
| Тайвань                         | –                    | –                    | 1                    |                      |
| Американські Віргінські Острови | –                    | –                    | 1                    |                      |
| Всього:                         | 5,359                | 5,309                | 124                  |                      |